# Kothon (Gefäß)

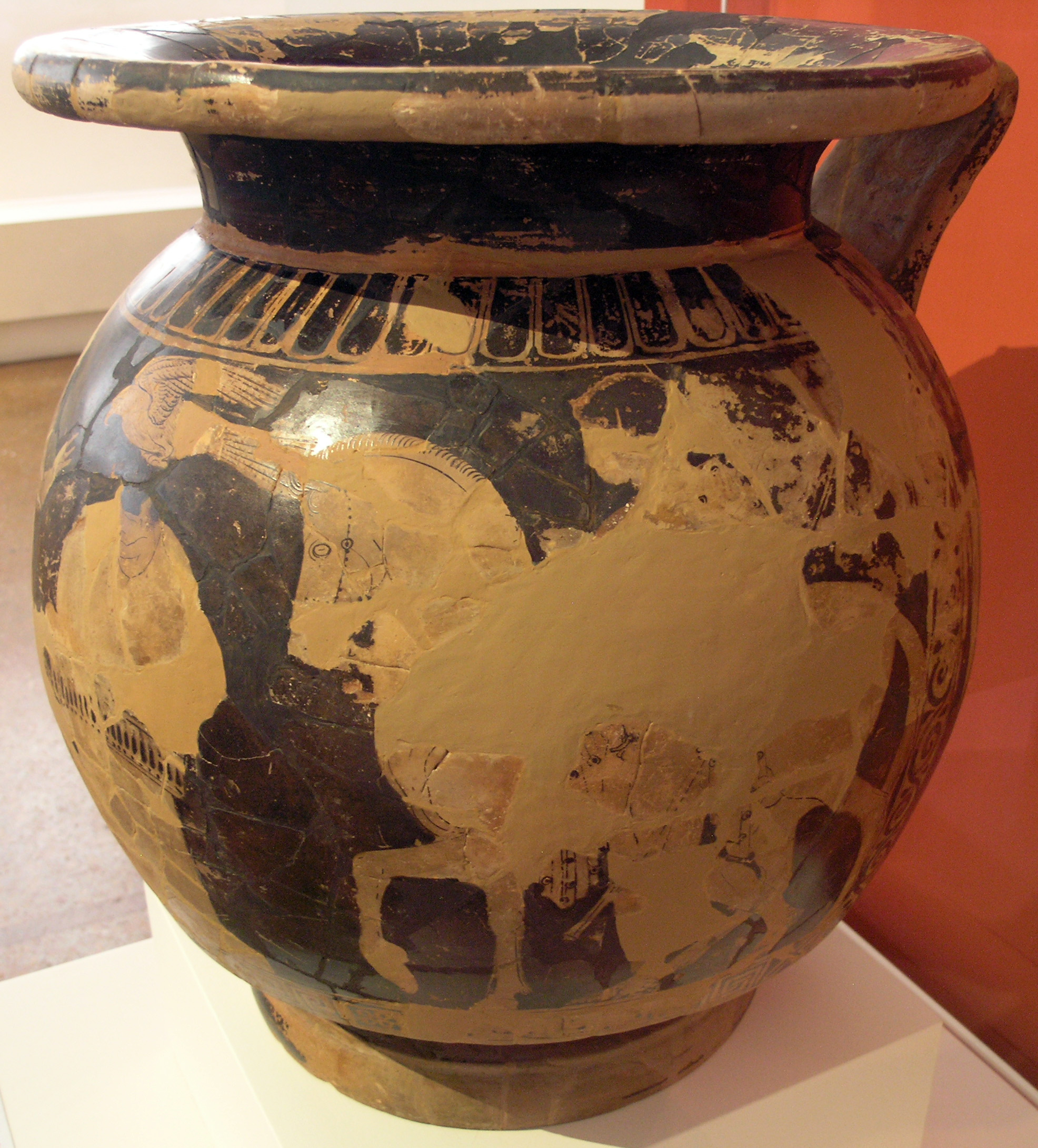
Die Geburt Helenas, großer Kothon, bemalt von einem unbekannten Künstler, im rotfigurigen Stil, zwischen 410/00 v. Chr.

Ein Kothon (altgriechisch κώθων kṓthōn) ist ein antikes griechisches Trinkgefäß mit einem Henkel, das, wie aus antiken Quellen bekannt ist, auch von Soldaten mitgeführt wurde.

## Belege
1. ↑  Athenaios V,483